# Canal Tamengo
El canal Tamengo es un canal natural-artificial de 11 kilómetros de largo que conecta la laguna Cáceres cerca de Puerto Suárez en Bolivia con el río Paraguay en Brasil, frente a la ciudad de Corumbá. En el lado boliviano del canal se encuentran tres puertos, los cuales son Puerto Jennefer, Puerto Aguirre y Puerto Gravetal. Estos tres puertos movilizan 1,5 millones toneladas de carga tanto de importación como de exportación hacia el Océano Atlántico.